# Саво Костовски
Саво Костовски е югославски партизанин и деец на комунистическата съпротива във Вардарска Македония.

## Биография
Роден е на 1 март 1925 година в гостиварското село Леуново. Учи в гимназията в Тетово. През 1941 година става член на СКМЮ, а на следващата година влиза и в ЮКП. През 1943 година става секретар на Организацията на МКП за Леуново. От май 1943 става партизанин в Кичевско-мавровският народоосвободителен партизански отряд. През ноември 1943 става секретар на СКМЮ на втора чета на Първата македонско-косовска ударна бригада, а от 1944 година е и политически комисар на батальон. До 1956 година служи като военен. По-късно е секретар на Общински комитет на МКП за Гостивар. Носител е на Партизански възпоменателен медал 1941 година.